# 拉阿魯哇族北斗七星傳說
拉阿魯哇族北斗七星傳說是台灣拉阿魯哇族神話中關於北斗七星怎麼出現的傳說，並告誡族人必須遵守祖先傳下來的規定和禁忌。

## 傳說
據說在過去有一次拉阿魯哇族的部落要舉辦貝神祭時，社內全部的男子都為了準備貝神祭而上山打獵，可是當他們重新集合起來時，卻有一組人（六人一狗）遲遲沒有回來，因為他們在回程前夕發現一隻大野豬並上去追捕，到最後他們回到部落時，祭典早就開始了，因為他們缺席還遲到，觸犯了貝神祭的禁忌，因此他們被一股透明的力量擋在部落（一說祭典會場）外，接著他們的身體突然開始往上飄了起來，就算他們的家人想要拉住他們也碰不到，他們就這樣飛入空中、和狗一起變成北斗七星。

## 歌曲
在今天的排剪（Paiciana）社、雁爾（Hlihlara）裡，北斗七星的傳說被改編成歌曲，作為其中一首貝神祭的祭前歌：《Luua likihli》傳唱。這首歌的內容大致上已經無解了，連族人也只知道大概。